# Sorgört

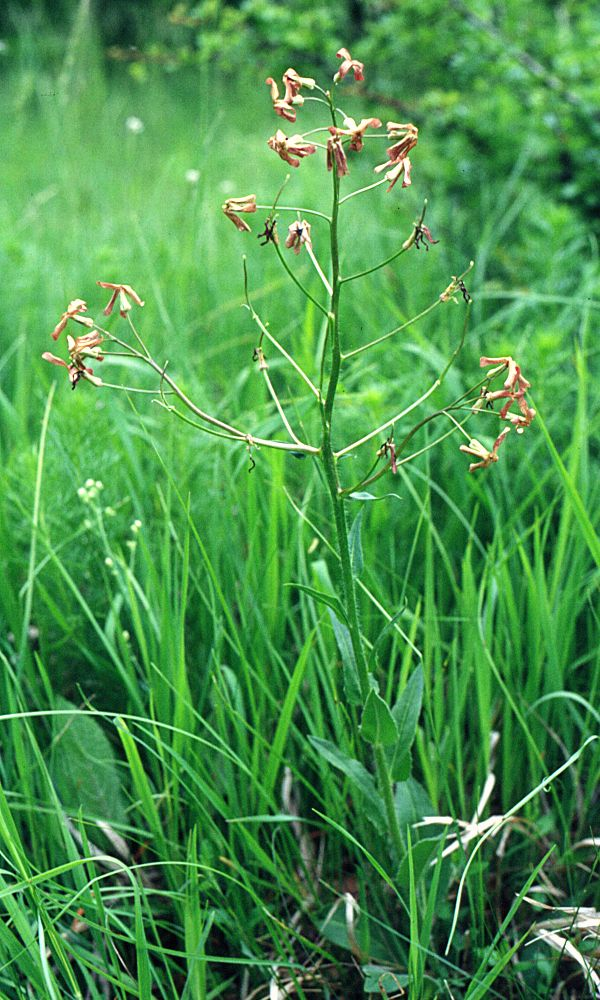
Sorgört

Sorgört (Hesperis tristis) är en art i familjen korsblommiga växter, ursprungligen från Central- och Östeuropa men nu förvildad i Norden. Sorgört är två- eller flerårig och blommar inte första året. Den växer upprätt och stjälken är grenig. Frukterna är mycket långsmala och trinda skidor (4-18 cm) med ett kort spröt. Blommorna sitter i glesa klasar och har en ovanlig färg, då kronbladen är grönaktiga med lila-violetta mörka nerver.
Namnet Hesperis kommer av grekiskans hesperos som betyder kväll, och arterna doftar mest på kvällen. Tristis betyder just trist, dyster och kommer från latinet. Det är ett epitet som ofta används på blommor med en sådan ovanlig, nertonad färg (tex. Pelargonium triste).
Sorgört har också ibland kallats nattviol, men det namnet används nu bara om nattviolsläktet Platanthera.

## Fotnoter
1. ↑  Den nya nordiska floran. Bo Mossberg, Lennart Stenberg. ISBN 91-46-17584-9
2. ↑  Växternas namn. Jens Corneliusson, Wahlström & Widstrand 1997. ISBN 91-46-17102-9